# 浜松赤十字病院

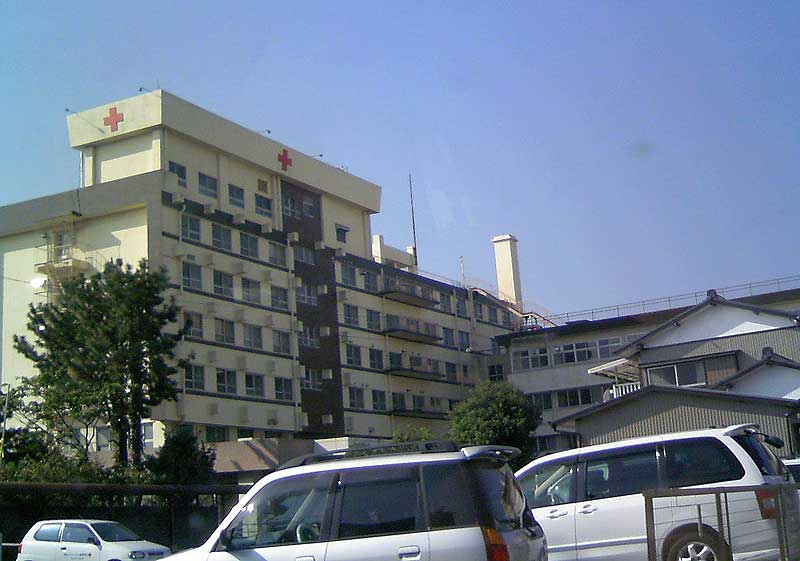
2007年10月まで使用されていた旧病院建物。浜松市中区高林(現在の中央区高林)に存在した

浜松赤十字病院（はままつせきじゅうじびょういん）は、静岡県浜松市浜名区にある、日本赤十字社の病院である。

## 沿革
- 1938年（昭和13年） - 日本赤十字社静岡支部浜松診療所として、浜松市高林（現在の浜松市中央区高林）に開設される。
- 1939年（昭和14年） - 日本赤十字社静岡支部浜松療院へ改称。
- 1945年（昭和20年） - 浜松赤十字病院へ改称。
- 1948年（昭和23年） - 天竜川診療所を分院として開設。
- 1958年（昭和33年） - 総合病院認可。総合病院浜松赤十字病院へ改称。
- 1965年（昭和40年） - 天竜川診療所を廃止。
- 2007年（平成19年）
  - 10月26日 - 中区（現・中央区）高林の建物での外来診療終了。
  - 11月1日 - 現在地へ移転。浜松赤十字病院へ改称。
- 2009年（平成21年）9月 - 地域医療支援病院の承認。

## 概要
- 開設年 - 1938年（昭和13年）3月
- 診療科 - 20科（標榜）
- 病床数 - 312床（一般病床）
- 建物構造 - 鉄筋コンクリート造（免震構造・一部耐震構造）　
  - 病院棟 - 地上5階
  - 管理棟 - 地上2階
  - 延床面積 - 約26,777m2
- 駐車場 - 307台

## 診療科
- 内科
- 循環器内科
- 呼吸器内科
- 消化器内科
- 外科
- 整形外科
- 脳神経外科
- 小児科
- 産婦人科
- 泌尿器科
- 眼科
- 皮膚科
- 形成外科
- 耳鼻咽喉科
- 精神科
- リハビリテーション科
- 麻酔科
- 放射線科
- 歯科口腔外科
- 特殊外来
  - 禁煙外来
  - 漢方外来
  - 睡眠時無呼吸症候群外来

診療協働部門
- 看護部
- 薬剤部
- 病理部

付帯施設
- 健康管理センター
- 創傷ケアセンター
- 透析センター
- 日赤訪問看護ステーション
- 訪問看護ステーション高林

## 医療機関の指定等
- 救急告示病院
- 保険医療機関
- 労災保険指定医療機関
- 指定自立支援医療機関（更生医療・育成医療・精神通院医療）
- 生活保護法指定医療機関
- 結核指定医療機関
- 特定疾患治療研究事業委託医療機関
- 原子爆弾被害者一般疾病医療取扱医療機関
- 戦傷病者特別援護法指定医療機関
- 地域医療支援病院
- 臨床研修指定病院
- エイズ治療拠点病院
- 母体保護法指定医の配置されている医療機関
- 第二次救急指定病院
- 公害医療機関
- 肝疾患診療連携拠点病院
- 災害対策基本法指定機関

## 交通機関
- 遠州鉄道西鹿島線 遠州小林駅下車　徒歩約10分程度。
- 浜松市浜北コミュニティバス「日赤病院」バス停 ※路線によって運行曜日が異なる。日曜日及び年末年始は全便運休。

## その他
- 入院患者を受け入れるために必要な常勤医師数を確保できないため、脳神経外科、産科（=分娩）、眼科では、開院当初入院の受け入れは行っていないが、2008年4月に10人の常勤医師増員と病院側から見通しが報告され、脳神経外科および眼科については同日から対応可能になる予定である[1]。
- 周辺地域は農業振興地域であったが、市街化区域に編入され、各種都市計画が進められることになっている。